# Bologna San Vitale
Bologna San Vitale (wł. Stazione di Bologna San Vitale) – przystanek kolejowy w Bolonii, w prowincji Bolonia, w regionie Emilia-Romania, we Włoszech. Znajduje się na linii Bolonia – Ankona. Obsługuje dwie dzielnice Bolonii, San Donato i San Vitale.
Według klasyfikacji Rete Ferroviaria Italiana ma kategorią brązową.

## Historia
Przystanek Bologna San Vitale został otwarty 15 grudnia 2013. Jego inauguracja, wraz z połączeniami kolejowymi, odbyła się 14 września 2014.

## Infrastruktura
Przystanek ma dwa tory po jednym dla każdego kierunku jazdy, położone przy dwóch peronach, połączonych tunelem.

## Linie kolejowe
- Bolonia – Ankona

## Połączenia
Przystanek jest obsługiwany przez pociągi regionalne prowadzone przez Trenitalia, zgodnie z umową zawartą z regionem Emilia-Romania.